# IBSAブラインドサッカーワールドグランプリ
IBSAブラインドサッカーワールドグランプリ（英：IBSA Blind Football World Grand Prix）は、2018年に新設されたブラインドサッカーの国際大会である。国際視覚障害者スポーツ連盟（IBSA）公認の大会であり、初年度大会から3年間は日本で開催されることが決まっている。

## 概要
2018年、ブラインドサッカーのアジアおよび世界への普及を目的として新設された。第一回大会は2018年3月に品川区の天王洲公園にて開催され、開催国の日本を含む6か国が本大会に、また併催された国際強化試合には3チームがそれぞれ参加した。結果はPK戦の末決勝でイングランドを下したアルゼンチンが優勝を果たした。

2019年大会は前年から2ヶ国増えた、計8か国が争った。決勝は前回大会と同じイングランドとアルゼンチンの試合となり、アルゼンチンが二連覇を果たした。
東京パラリンピック開催年となった2020年大会は、タイトルスポンサーに参天製薬が決定、3月に行われる予定であったが、新型コロナウイルス感染症の世界的流行を受け中止を余儀なくされた。
2021年3月、JBFAはWGPを無観客にて開催することを発表した。開催地は本来であれば日本以外での開催が示唆されていたが、これまでと同様に日本での開催となった。結果は、国際大会で初めて決勝に進出した日本を2-0で下したアルゼンチンの優勝で幕を閉じた。

## 大会結果
| 2018 | 品川区 | アルゼンチン | 0–0 (PK:2-0) | イングランド | トルコ   | 1–0 | ロシア | 6(+3) |
| 2019 | 品川区 | アルゼンチン | 2-0          | イングランド | スペイン | 1–0 | 日本   | 8     |
| 2021 | 品川区 | アルゼンチン | 2-0          | 日本         | スペイン | 1-0 | タイ   | 5     |